# Cedric Abossolo
Cedric Abossolo (ur. 25 stycznia 2000) – kameruński zapaśnik walczący w stylu wolnym. Srebrny medalista igrzysk afrykańskich w 2023 i brązowy w 2019. Triumfator igrzysk frankofońskich w 2023. Dwudziesty na igrzyskach wojskowych w 2019. Mistrz Afryki w 2025; piąty w 2024 roku.